# Boross Vilmos
Boross Vilmos (Nagyvárad, 1859. március 28. – Budapest, 1904. március 1.) magyar hírlapíró, MÁV-tisztviselő.

## Életútja
Apja Boross Sándor ügyvéd volt. A főgimnáziumot Budapesten és Nagyváradon 1877-ben végezte. 1882-től fogva több ízben tanulmányutat tett Német-, Francia- és Olaszországban.
Előbb a Kunságban volt hírlapiró és szerkesztő; az 1884. évi választások után az országgyűlési antiszemita párt egy nagy politikai napilapot akarván kiadni, e lap szerkesztőjeül Istóczy őt hívta meg; ekkor a fővárosba költözött és bár a lapból semmi sem lett, ezután mint hírlapiró Budapesten élt.
Elbeszéléseket, humoreszket, vezér- és tárcacikket írt a következő lapokba: Jász-Nagy-Kun-Szolnok (1881-től), Magyar Népbarát (1882.), Debreczeni Ellenőr, Lehel-Kürt, Mezőtúr és Vidéke (1890-ig), Füstölő c. élclap (1882.), Függetlenség (1882-83.), Nők Munkaköre (Debreczen), Vasuti Hirlap (1885.), Nagy-Kunság (1888-90.), Magyar Figaro (1890.), Jászság (1890-91.).
Szerkesztette Karcagon a Tiszavirágok c. szépirodalmi lapot 1880. októbertől decemberig, Nagy-Kunságot 1881-től 1883-ig; Kun-Gunár élclapot, mely 1882-ben fél évig járt; alapította és szerkesztette a Kunsági Néplapot 1883. november 4-től 1885. július 20-ig; Szolnokon Kamukero című élclapot szerkesztett 1890. husvéttól júniusig.

## Munkái
- Tárcza levelek. Karczag, 1882.
- A zsidó, a nép számára. Uo. 1883.
- Az Olympustól Istóczyig. Bpest, 1888.
- Jász-Nagy-Kun-Szolnokmegyei celebritások. Karczag, 1888. (Különnyomat a Nagy-Kunságból).
- Csigabigák. Uo. 1891. (Adomák és versek.)
- Mátyás király az igazságos élete kalandjai, szerelme és hőstettei. Bpest, 1891. (A magyar nép számára.)
- Ketel vitéz. Elbeszélés Karczag multjából. Uo. 1891. (Sajtó alatt).
- Görgei tábornok és a tizenhárom aradi vértanú. Történeti korrajz. Bp., 1898. I-IV.

Írt színműveket is, így a Turasque-ot, mely nem került színre; A kunok márczius 15-dike c. prologját Karcagon 1884-ben adták elő; az 1889 kisújszállási Kossuth-ünnepély diszelőadásán pedig Hattyúdal című hazafias drámai költeményét adták elő.

## Álnevei és jegyei
Guillaume (komolyabb tárcái alatt), dr. Gágász és Csesznek Ábris (humoros tárczáknál), -s-s, -r-m. (vezércikkeinél.)